# Frank Wellert
Frank Wellert (* 19. Juli 1976 in Leonberg) ist ein deutscher Jazzmusiker (Trompete, Flügelhorn).

## Leben und Wirken
Wellert erhielt mit acht Jahren Trompetenunterricht im lokalen Musikverein, in dem er spielte, bis er 18 Jahre alt war. Nach dem Studium der Jazztrompete von 1997 bis 2002 an der Musikhochschule Stuttgart bei Claus Stötter zog er nach Köln. Er spielte im Landesjugendjazzorchester Baden-Württemberg und im Bundesjugendjazzorchester. Zwischen 2001 und 2003 absolvierte er ein Aufbaustudium „Künstlerische Ausbildung“ in Stuttgart. Ab 2003 war er als Leadtrompeter für Live- und Studioproduktionen tätig. Außerdem wirkte er bei zahlreichen Fernsehauftritten der Big Band von Deutschland sucht den Superstar mit und gehörte seit 2005 dem Orchester Pepe Lienhard an. Mit Lienhard tourte er mit Udo Jürgens und trat in der RTL-Sendung Let’s Dance auf. Von 2008 bis 2010 war er in der SWR Big Band beschäftigt. Seit 2010 ist Wellert Mitglied der hr-Bigband, in der er seitdem als Leadtrompeter fungiert.
Zwischen 2005 und 2016 war er nach Angaben des Diskografen Tom Lord im Bereich des Jazz bei zehn Aufnahmesessions beteiligt, neben den Genannten auch bei Bobby Burgess (Live at Rosenau, Vol. 2, Mons, 2006), Toshiko Akiyoshi/SWR Big Band (Let Freedom Sing, 2007) sowie Produktionen der hr-Bigband mit John Hollenbeck (Songs I Like a Lot,  2010), Rebekka Bakken (Little Drop of Poison, 2013) und Julian Argüelles (Phronesis: The Behemoth, 2017).